# 王级
王级（?—?），西汉末年、新朝时官员。
王级在居摄年间任将军。居摄二年（7年）东郡太守翟义起义反对王莽摄政，槐里人赵明（一作赵朋）、霍鸿起兵响应。王莽派卫尉王级为虎贲将军，与阎迁率兵西击，没有获胜。居摄三年（8年），王邑等击灭翟义，还师与甄邯、王奇等率兵与王级合兵进攻，起义失败，霍鸿和赵明战死。王级封明威侯。王莽代汉后，始建国元年（9年），任为五威前关将军。
| 前任： 黃輔 | 西汉卫尉 7年—7年 | 繼任： ？ |